# Галя
Галя — река в России, протекает по Усольскому району Пермского края. Левая составляющая реки Северный Кондас (правая — Гижга). Длина реки составляет 23 км. В 7,3 км от устья впадает правый приток Вырваж.
Исток реки в болотах в 7 км к северо-западу от деревни Щёкино. Исток находится на водоразделе Кондаса и Уролки (рядом с истоком Гали находится исток реки Линьва). Река течёт на юго-восток, протекает деревню Щёкино и несколько покинутых деревень. Притоки — Тирашер, Ольховка (левые); Вырваж (правый). Сливается с Гижгой, образуя Северный Кондас, у деревень Рассохи и Трезубы.

## Данные водного реестра
По данным государственного водного реестра России относится к Камскому бассейновому округу, водохозяйственный участок реки — Кама от города Березники до Камского гидроузла, без реки Косьва (от истока до Широковского гидроузла), Чусовая и Сылва, речной подбассейн реки — бассейны притоков Камы до впадения Белой. Речной бассейн реки — Кама.
Код объекта в государственном водном реестре — 10010100912111100007543.